# Giacinto Albini
Pour les articles homonymes, voir Albini.
Giacinto Albini (né à Naples le 24 mars 1821, mort à Potenza le 11 mars 1884) est un patriote et homme politique italien.
Figure importante du Risorgimento, il a vécu de nombreuses années dans la clandestinité en raison de son opposition aux Bourbon diffusant dans plusieurs régions du Sud de l'Italie les idéaux mazziniens. Il fut l'architecte de la dite insurrection de la Lucana de 1860, qui permit à Garibaldi et son expédition des Mille de rejoindre la Campanie sans grandes difficultés.
Il est également connu comme le « Mazzini Lucano » surnom donné par Francesco Crispi. Giuseppe Mazzini, pour sa part, le surnommait le « frère de la Patrie ».

## Biographie

### Sa jeunesse
Giacinto est le fils aîné de Don Gaetano Albini, docteur en physique et chirurgien de Montemurro, et d'Elisabetta Mirgigno de Naples. Les Albini proviennent de Sarconi, ils s'installent à Montemurro en 1521 après le mariage de Nicola Albini avec Aurelia D'Elia, un membre de la noblesse de Montemurro. Il nait à Naples où sa mère est partie accoucher. Après des études de droit en 1843 à l'université de Naples, il obtient, en 1845, un second diplôme en lettres.
Indécis quant à son avenir, il n'exercera jamais la profession d'avocat, il alterne au gré de ses centres d'intérêt, la poésie et l'enseignement, publiant un recueil de poèmes intitulé « Ore poetiche » et une grammaire latine.

### Adhésion au mouvement mazzinien
Il revient en Basilicate en 1848 et il devient le promoteur et le fondateur du « Cercle Constitutionnel» de Montemurro qui demande, comme les autres clubs à travers le royaume, l'octroi d'une Constitution du royaume des Deux-Siciles.
À la suite de l'octroi de celle-ci et son abrogation tout aussi rapide, il décide de s'opposer aux souverains napolitains, et se passionnant pour les idées de Giuseppe Mazzini et au rêve de l'Unité de l'Italie, il fonde, en 1850, encore une fois à Montemurro, un comité anti-bourbon de tendance républicaine. Pour la diffusion de ses idées libérales, le comité se sert des négociants de Montemurro, lesquels commerçant avec tout le royaume de Naples, exportent parmi leurs produits les idées de Mazzini.

### L'insurrection de laLucana
Après avoir passé l'année 1856 à parcourir la Basilicate, les Pouilles, la Calabre, la province de Salerne et Cilento pour organiser les associations pour l'unité italienne, Albini est poursuivi par la police des Bourbon comme un dangereux révolutionnaire. Bien que condamné à trois reprises, respectivement, par les cours criminelles de Naples, de Potenza et de Catanzaro, il réussit à échapper à la captivité en restant caché dans la Basilicate.
Après avoir désapprouvé et déconseillé l'expédition de Sapri en 1857, Montemurro est identifié comme le centre des actions de la Basilicate par les gardes des Bourbon. Albini est obligé de déplacer le siège du comité dans la ferme « dei Marra » » dans la localité de Morroni, toujours sur le territoire de Montemurro après que le pays a été complètement détruit par le tremblement de terre de 1857. Giacinto Albini survit miraculeusement après avoir été enseveli sous les décombres d'une maison pendant plus de 24 heures.
La traque impitoyable des Bourbon contre les révolutionnaires contraint Albini à se déplacer de nouveau, cette fois à Corleto Perticara.
Mais en 1860, après douze ans d'aspirations et de conspirations, d'abord à Corleto le 16 août) puis à Potenza le 18 août, les révolutionnaires de la Basilicate avec Giacinto Albini sont les promoteurs de l'insurrection de la Basilicate contre les Bourbon, et la Basilicate est la première région méridionale à proclamer l'unité de l'Italie.
Giuseppe Garibaldi  nomme Albini pro-dictateur et gouverneur de la province de la Basilicate avec des pouvoirs illimités lors de leur rencontre à Auletta, le 5 septembre 1860.

### Période post-unitaire et mort
Après avoir cessé ses fonctions du gouverneur, il occupe un poste de deuxième ordre à la fin duquel il se retire, oublié du gouvernement du nouveau royaume d'Italie.
Seulement après de vives pressions le gouvernement se décide à lui accorder des postes de prestige en le nommant trésorier général de la province de Bénévent puis conservateur des hypothèques de la Basilicate.
Il est élu député en 1861 lors des premières élections du Parlement italien, élections qui seront annulées. Il devient vice-maire de Naples en 1867, conseiller municipal de Bénévent en 1868 puis, de 1876 à 1878, maire de Montemurro.
Il meurt à Potenza le 11 mars 1884. Après sa mort, Rome lui rend hommage avec un buste en marbre placé à côté des autres patriotes au Pincio.

## Note
1. ↑  (it) Gino Doria, Le strade di Napoli: saggio di toponomastica storica, Ricciardi, Naples, 1979, p. 213.
2. ↑  (it) Saverio Cilibrizzi, Il pensiero, l'azione e il martirio della città di Napoli nel Risorgimento italiano e nelle due guerre mondiali, Conte Editore, Naples, 1961, p. 76.

## Sources
- (it) Cet article est partiellement ou en totalité issu de l’article de Wikipédia en italien intitulé « Giacinto Albini » (voir la liste des auteurs).